# Frasera tubulosa
Frasera tubulosa är en gentianaväxtart som beskrevs av Frederick Vernon Coville. Frasera tubulosa ingår i släktet Frasera och familjen gentianaväxter. Inga underarter finns listade i Catalogue of Life.